# Ipomopsis wendtii
Ipomopsis wendtii là một loài thực vật có hoa trong họ Polemoniaceae. Loài này được Henrickson mô tả khoa học đầu tiên năm 1987.